# Taygetis thamyra
Taygetis thamyra är en fjärilsart som beskrevs av Pieter Cramer 1782. Taygetis thamyra ingår i släktet Taygetis och familjen praktfjärilar. Inga underarter finns listade i Catalogue of Life.